# Ох и Ах
«Ох и Ах» — рисованный мультипликационный фильм, который создал в 1975 году режиссёр Юрий Прытков. Оптимист Ах и пессимист Ох на всё смотрят с противоположных сторон. В 1977 году вышло продолжение «Ох и Ах идут в поход».

## Сюжет
В начале мультфильма петухи пробуждают всех жителей-междометий. Ох наблюдает за тем, как Ах собирает брёвна, и тоже решил попробовать, но в итоге чихает и оказывается завален брёвнами. Также Ох не справился с водой, а вместо того, чтобы собрать горох, он оказывается обожжён крапивой.
Ах тем временем моет окна у себя в доме и делает солнце ярче. Маленькую тучку Ах сжимает в ведро, как тряпку, а большая туча пугает Аха лаем собаки, вследствие чего начинается дождь с грозой. Ох, оглохнув от грохота, прячется в доме. Услышав стоны Оха, все соседи выходят из домов и встают возле вишни.
Когда дождь стих, соседи вешают зонты и заходят лечить ворчуна. В его доме они наводят порядок, а затем стригут и причёсывают. В конце фильма Ох излечился от пессимизма.

## Создатели
| автор сценария             | Людмила Зубкова |
| режиссёр                   | Юрий Прытков |
| художник-постановщик       | Татьяна Сазонова |
| композитор                 | Евгений Птичкин |
| оператор                   | Михаил Друян |
| звукооператор              | Борис Фильчиков |
| ассистенты                 | Галина Андреева, Майя Попова, Алла Горева                                                                                   |
| монтажница                 | Галина Смирнова |
| художник                   | Дмитрий Анпилов |
| художники-мультипликаторы: | Анатолий Абаренов, Фёдор Елдинов, Виолетта Колесникова, Алексей Букин, Александр Мазаев, Рената Миренкова, Владимир Арбеков |
| текст читает               | Вячеслав Невинный |
| редактор                   | Наталья Абрамова |
| директор картины           | Любовь Бутырина |

## О мультфильме
Среди рисованных работ «Союзмультфильма» 1970-80-х гг. широкую популярность завоёвывают детские картины Ю. А. Прыткова («Коля, Оля и Архимед», 1972, «Ох и Ах» и «Ох и Ах идут в поход» — цикл, 1975-77, «Наш друг Пишичитай» — цикл, 1978-80, и др.)— Георгий Бородин